# Retegno
Retegno település Olaszországban, Lombardia régióban, Lodi megyében. 

## Népesség
A település lakossága az elmúlt években az alábbi módon változott: